# Нова Прилука

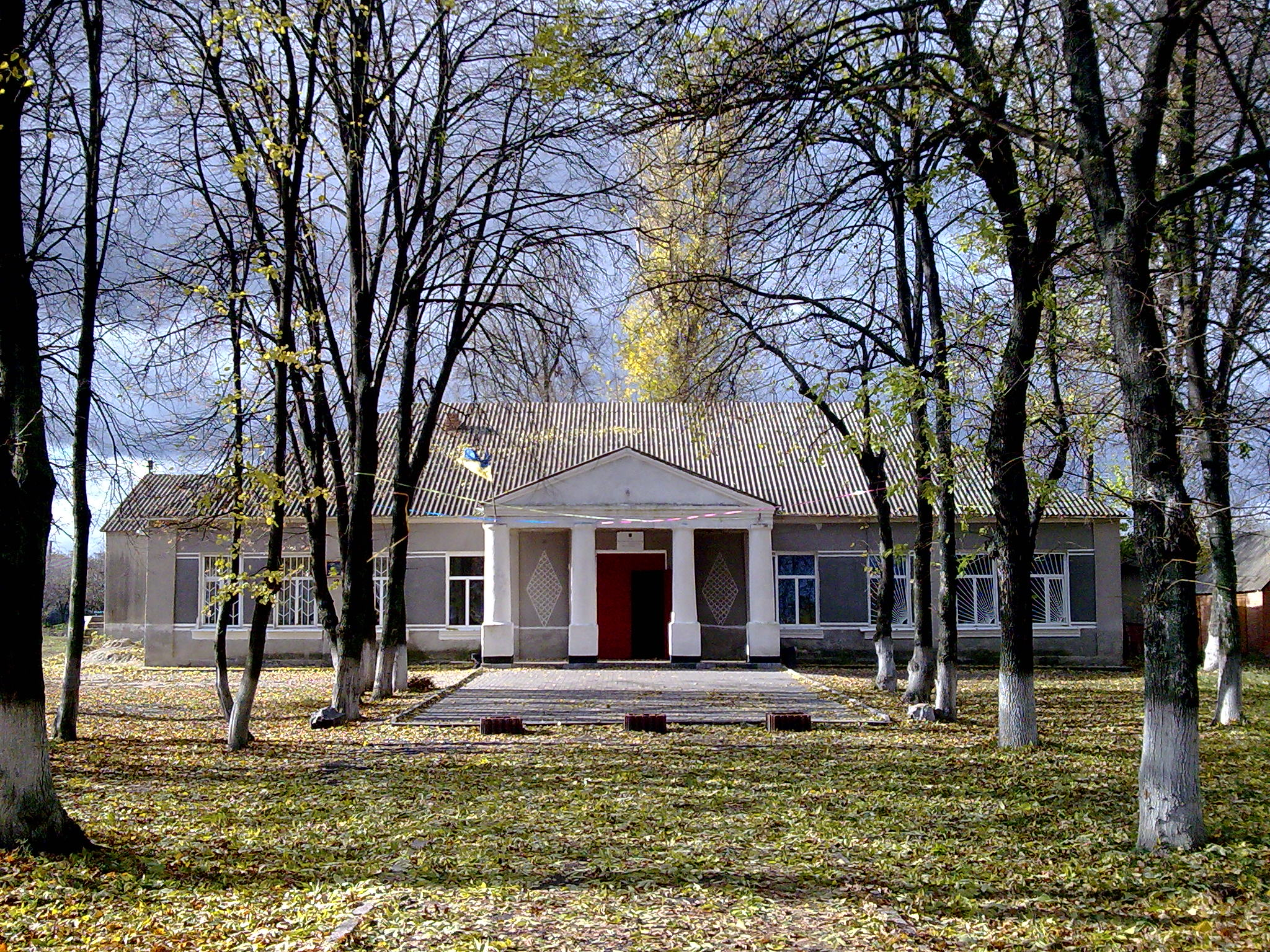
Будинок культури

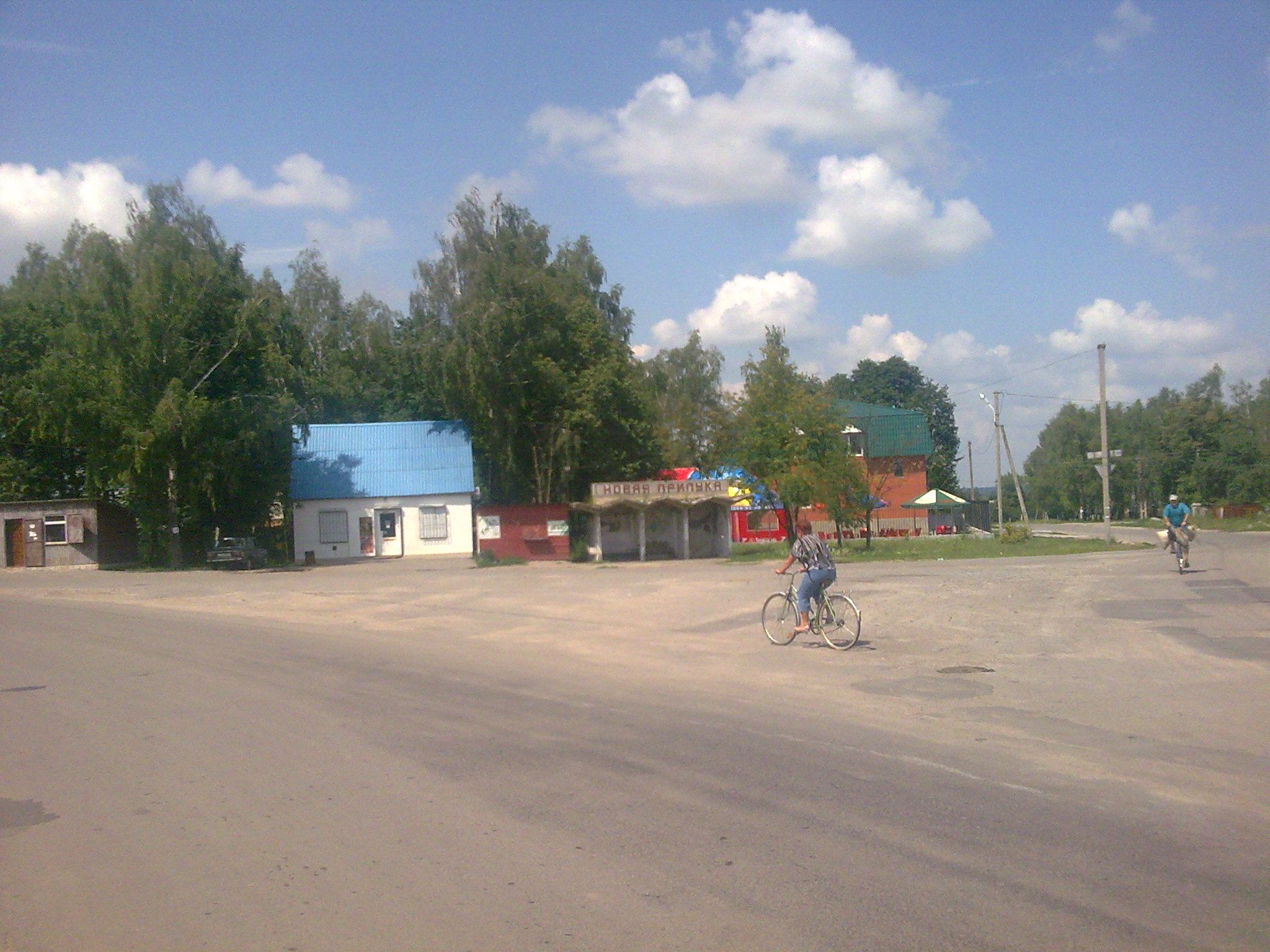
В центрі села

Нова́ Прилу́ка — село в Україні, у Турбівській селищній громаді Вінницького району Вінницької області. Населення —  1942 особи (2001) рік.
осіб. До 2020 орган місцевого самоврядування — Новоприлуцька сільська рада.

## Географія
Розташоване 3 км від Турбова. Через село протікає невелика річка.
Села Стара та Нова Прилука, що розмістилися на обох берегах річки Десни, розташовані за 30 км від обласного центру Вінниці.

## Історія
Вперше Прилука згадується в Літописі Руському в лютому-березні 1146 року, коли князь Галицький Володимир Володаревич воюючи з Київським великим князем Всеволодом по дорозі до Києва «приде Володимирь и взя Прилукъ». Прилука лежала тоді в землі так званій Болохівський, а межі землі лежали від річки Хомори аж до верхів'я Бугу.

### Литовські часи
Прилука, розташована у межиріччі Дніпра і Богу, була відкрита татарам, які від смерті Хаджі-Гірея (1466 р.) періодично наїжджали на Брацлавщину. Після вигнання татар литовцями Прилука і її околиці довго не залюднювались. Можна припустити, що Прилука могла бути пограбована татарами або в кінці XV ст. (1491–1495 pp. великий похід на Поділля, Брацлавщину, Волинь), або в першій половині XVI ст., бо в XVI ст. Вона з'являється як нове поселення, вже будучи власністю князів Збаражських (в сучасній літературі Збаразькі — І. Д.). Вважають, що її засновником був князь Микола Андрійович Збаражський (однак у використаній літературі, крім «Slownika…» це ім'я не зустрічається).
У грамоті 1507 року наміснику брацлавському князю Михайлу Збаражському дозволено не збирати подимщини в зв'язку з опустошениям краю від татар.

### Після Люблінської унії
Князь Януш Збаражський, воєвода брацлавський, що перебував на цій посаді 32 роки, (помер в 1608 році) будує в Прилуці обороний замок (1576–1580 pp. (?) — І. Д.), укріплює його валами й перекопами, які тепер ще видно. Замчище було оточене валом на 168 сажнів з кожного боку, висотою до 4,5 сажнів. Від замчища до р. Десни тягнеться вал довжиною 494 сажні, висотою 4 сажені. З часу забудови замку людність не лише в самій Прилуці, але в ближчій окрузі збільшувалась, спливала вона з глибин краю, найперше з Волині, як бачимо із судових процесів, які постійно велися землянами волинськими з князем Янушем Збаражським, про підданих, що втекли з їхніх маєтків до Прилуччини. Села Прилуцькі в недовгім часі так залюднилися, що в 1602 році нараховувалось в окрузі 29 сіл.
Так, Еріх Лясота, посол австро-німецького цісаря в 1594 році, проїздив Прилуку і залишив свій опис:
| «Прилуки — велике, нове укріплене місто з замком, у ньому є 4 тисячі домів над річкою Десницею. Місто це оточене прекрасними, просторими і родючими ланами та пасовиськами, серед котрих розташовані поодиноко маленькі дивні будинки зі стрільницями, куди ховаються селяни, заскочені знічев'я татарами і обороняються від них, тому кожний селянин, йдучи на працю в поле, завжди має з собою рушницю на плечах і шаблю або тесак при боці: бо вони дуже часто є в небезпеці перед татарами і майже ніколи не бувають у безпеці від них» |
Рід Збаражських по Юрію (чоловічій лінії) закінчується в 1631 році. Села Прилук з околицями переходять у власність їх дочки Хелени, що віддала руку Станіславу Варшицькому. В 1648 році після Корсунської битви в липні місяці гостив тут М. Кривоніс з ханом Гіреєм.

### Козаччина
Іван Франко в своїй праці «очевидця подій 1648 p., «писано (дня) 3 липня до Віденського магістрату», якому Кушевич доповідає про бунт Хмельницького, поразку польських гетьманів під Корсунем. Нотує факти нових татарських нападів. Через неготовність наших татари (дня) 7 червня розпустили свої загони і наробили багато шкоди в околицях Махнівки, Бердичева, Білопілля, Паволочі, Глинського, Прилуки, Пикова. Набравши багато худоби, але без розливу крові та без бою вони вернули під Білу Церкву.
Татарський хан з великим полоном (в 200 000 християн) вирушив до Криму, залишивши при Хмельницькім значну залогу.22 Напередодні домовленості з татарами про допомогу Хмельницький розсилав універсали поселенням, щоб їх мешканці ховались від татар в твердинях: Прилуцькій, у Новому Збаражі, Губині. В 1648 році у зв'язку з військовою необхідністю створюється Кальницький полк. В склад полку входило 19 сотень (2046 реєстрових козаків).23
Прилука стає сотенним містечком аж до 1667 року. Сотником прилуцької сотні стає Василь Антоненко, а писарем Петро Кончинський.
18 березня 1651 р. після перемоги Івана Богуна під Вінницею (Вінницький) Кальницький полк відійшов до Прилуки. Тут козаки були обложені польськими військами. Богдан Хмельницький спішив до Прилук із-під Б. Церкви. А з Умані полковник Іван Глух привів 10 тис. козаків. 18 березня козаки очистили Прилуку, писав в щоденнику (1643–1651 pp.) Станіслав Освенцім, учасник подій, наближена особа гетьмана Конецпольського.
На початку 1653 року на арену боротьби проти українського народу виступив один із претендентів на польську корону Стефан Чарнецький. «Польское правительство вверило энергии и патриотизму коронного обозного небольшое войско, тысяч десять, и предоставило свободу действий. Нежданно-негаданно появляется он в Брацлавщине, на территории Бужского козачества. С быстротою молнии кидался Чарнецкий из одного конца края в другой, вырезывая и выжигая село за селом, местечко за местечком, он оставлял за собою пустыню. К счастью для края, он мог здесь встретить такого врага, как Богун, не уступающего ему по энергии и превосходящего его по находчивости. Богун успел-таки задержать Чарнсцкого в его страшном движении».25
Але наздожене його Богун під Монастирищем, коли будуть розгромлені Прилуки, Погребище. Під Новоселовим вони несподівано вночі напали на козаків і вибили їх близько трьохсот, стративши собі дев'яносто восьмеро (втрати поляків — І. Д.). Після цього замаху той до решти сплюндрував Самгородок та Прилуку, позабивавши в них невинних козако-руських людей.26 Князі Вишневецькі — Варшицькі воювали проти військ Б.Хмельницького в Берестецькій та Збаражській битвах.
В часи «Руїни» (1670–1700) Варшицькі не повертались до своїх маєтків, що під час розрухи ослабли. Тільки після Прутського миру 1711 року маєтності перейдуть до 2 дочок і 2 синів Станіслава Варшицького.

### Час Гетьмана Іоанна Мазепи
Початок XVIII ст. характеризується на Брацлавщині підйомом козацьких повстань проти польської шляхти. Так знамените Немирівське повстання 1702 року, у якому брали участь «ковалівські, нсмировські, прилуцькі громади», почалось як підтримка фастівського полковника Палія в його боротьбі проти Польщі.

### Гайдамаччина
На ранній стадії гайдамацького руху 1730–1745 pp. активізувала свою діяльність шляхта, вона об'єднувала надвірну козацьку міліцію і водила її на розбої до містечок і сіл, знищуючи маєтки собі подібних, наносячи збитки селянам. Це ще заохочувалось тим, що у більшості власницьких маєтків головною особою став довірник — управитель (економ). «15 июля 1733 г. судебное решение по делу управляющего имением графов Монморанси де Буи г. Прилукой, шляхтича Бедржицкого, на имение Краковского каштеляна князя Януша Корибута-Вишневецкого, с. Сердивцы, причем были сделаны различные насилия тамошним крестьянам: суд постановил удовлетворить во всем Вишневецкого».28 (Граф Йозеф Монморансі де Буі — жіноча лінія Варшицьких-Калиновських — І. Д.)
«19 июля 1746 г. Жалоба многих дворян, проживающих в имениях князя Михаила Радзивилла, у селе Ярмошовке на управляющих прилуцким имением дворян, Матвея Бедржицкого и Яцка Папезского о том, что они напали ночью во главе многочисленной надворной козацкой милиции на дворы исцов, ограбили их имущество, их же самих изувечили и бросили в тюрьму».29 В грудні 1762 р. на постої в Прилуці стояли 3 хоругви Київського воєводи. В 1780 році Новоприлуцький ключ переходить до рук графині Гонорати Калиновської -Бедржицької. В цей же період в Нову Прилуку переселяється єврейське населення Старої Прилуки. (Це, мабуть, зв'язано з тим, що торговим містечком стає Нова Прилука — І. Д .) В 1763–1791 pp. на Брацлавщині, Поділлі проводиться перепис євреїв. В Прилуках зафіксовано 45 дворів — 205 жителів.
В документах виступає різнобічне життя прилучай. Серед них і взаємні тяжби, передача власності, обмін власністю.
«22 марта 1779 г. в Виннице. Медовский порох Иван Лисинский по доверенности прилукского пороха Дмитрия Кучинского записал викариат при церкви во имя Покрова св. Богородицы шляхетному Ивану Лисинскому, отдавая ему в пользование половину церковных доходов и угодий».31 «7 декабря 1778 г. Меновая запись — свидетельство о взаимной передаче хуторов друг другу, состоявшейся между крестьянкою Гапкою Бурлачихою и козацким атаманом Иваном Валмиком».32 В цьому документі звучать прізвища жителів (мабуть, Нової Прилуки — І. Д.), бо присутній війт Кисслівський-Томаш, Данило Степанець, Семен Бавчук, Лесько Валмик, Петро Діментов, син Бурлачихи — Петро.33
«12 июля 1786 г. распоряжение владельца местечка Прилуки, Боржецкого, запрещающее беспокоить мещанина прилукского, Каленика Иксенка, у свободном владении, принадлежащим ему хутором, называемым Луг, находящимся на реке Десне».34
«27 января 1791 г. удостоверение, выданное дворянином Боржецким мещанам г. Прилука — Марку Дыменко и Ильку Беднарчуку в том, что их усадьбы на хуторах, сады и пасеки будут признаны их собственностью».

### Анексія Московською державою
В 1797 р. нова московська влада провела адміністративну реформу. Липовецький повіт, до складу якого входила Прилука, згідно з указом московського володаря Павла І, перейшов від Брацлавського намісництва до Бердичівського повіту Київської губернії.
На 1864 р. в містечку Прилуки нараховувалось 5147 чоловік, із них — 2824 православних, 303 римо-католики, 202 євреїв. Місто Нова Прилука, що називалась Киселями, належала наступним власникам:
1. Калісту Гавриловичу Гойжевецькому — 271
2. Івану і Сільвсстру Лукіановичам-Болсуновським — 140
3. Петру Матвійовичу Карському — 50
4. Марку Марковичу Березовському — 38
5. Варфоломію Костянтиновичу Савицькому — 7.
ВСЬОГО: 3628 дес.
Церковні землі — 71 десятина. Церква дерев'яна Троїцька побудована в 1730 р. До Нової Прилуки в цей час приписане ще село Холявинці — в ньому 743 жителя, 1121 десятина землі. Володіє селом Камілія Матвіївна Янковська.
В 1862 році засновується винокурний завод. М. Стара Прилука має половину населення і 4949 десятин землі, що належать по наслідуванню Цеславу Владиславовичу Здеховському. Церковні землі 72 десятини, церква Преображенська кам'яна, побудована в 1819 році.
До Старої Прилуки належить село Чупринівка. В ньому мешкало 194 чоловіки, належало Ісидору Антоновичу Радлинському. Землі — 360 десятин.36
Проходить більше чверті століття і статистичне обслідування 1900 року населених пунктів Київської губернії показують Новоприлуцьку волость, у складі якої 2 містечка, 4 села, 1 «деревня», 2 ферми, 1 урочище, 3 хутори. Населення всього — 11704 мешканці (чоловіків — 5864, жінок — 5840).
Місто Нова Прилука — дворів 563, мешканців — 3922, із них чоловіків — 1944, жінок — 1978. Головне заняття жителів — землеробство, дехто працює на Турбівському цукровому заводі. В містечку числиться 2936 десятин землі, із них поміщикам належало 1089 десятин, церкві — 51 десятина, селянам — 1796 десятин. Містечко належало Еразму Петровичу Карському, Самуїлу Кончинському, Ганні Олександрівні Гамалій, Каролині Лукинічні Жизновській, Василю Трифоновичу Савицькому. Господарство ведеться по трипільній системі.
За 30 років пройшли зміни у володінні сільською та містечковою власністю. Винокурний завод належить купцю Дувіду Моргулісу. Виробництво спирту — 613500 на суму 56400 руб.37
У Новій Прилуці було на цей період 2 кузні, 36 дрібних крамнички, 1 бакалійна, 1 мануфактурна, 4 соломорізки, 2 маслобойні, 4 круподерки, 1 водяний млин на 2-х поставах, 2 вітряки в кожного по одному поставу.
У містечку була одна православна церква, єврейська синагога, церковно-приходська школа, повивальна бабка, одна аптека. Пожежна частина — 5 бочок, що утримувалась за рахунок селян з коштом 5 крб. в рік.
До Нової Прилуки належали Прилуцькі хутори, де було 8 дворів, 26 чоловіків, жінок — 22. Землі: 10 десятин присадибної, 10 десятин сінокосів, 548 десятин орної — всього 568 десятин. Господарство ведеться по трипільній системі.38
В Новій Прилуці в 1903 році було відкрито однокласне приходське училище, яке в 1904 р. переведено у двокласне. Розміщувалось воно в найманому приміщені. На утримання училища відпускалось із казни 530 крб. від Київського комітету тверезості 1500 крб.
Навчалось учнів — 58 хлопчиків, 14 дівчаток. В 1903 році був паралельно відкритий клас для дорослих — навчалось 75 чоловік. При училищі був створений хор, у ньому брали участь 18 дітей, 20 дорослих. Директором училища працював протягом 1903—1906 pp. Андрій Йосипович Войтовський, вчителем — Михайло Хомич Яковенко.39
У 1888 р. в Новій Прилуці народився Залман Аврахамович Ваксман — всесвітньо відомий мікробіолог, Лауреат Нобелівської премії 1952 року — за відкриття стрептоміцину. 3 1915 року жив і працював в США.
У містечку Старій Прилуці було 405 дворів, жителів 2147. Головне заняття — землеробство, дехто відправлявся на заробітки в міста Київ, Одесу, Вінницю, Бердичів — більшість із них працювали домашньою прислугою.
У містечку числиться — 3352 десятини землі, із них належить поміщикам — 1484 десятин, церкві — 72 десятини, селянам — 1795 десятин. Містечко належить Сергію Федоровичу Мерінгу і знаходиться в оренді у Казимира Вікентійовича Ближовського, який веде господарство по восьмипільній системі, а селяни по трипільній системі 40. Щодо господарства С. Ф. Мерінга, то можна сказати, що воно було показовим: «Из других районов Калиновки останавливает на себе внимание хозяйство в г. Старой Прилуко, принадлежащем С. Ф. Мерінгу, представляет особенный интерес как один из крайне редких примеров ведения арендного хозяйства на акционерных началах».41
Власнику Мерінгу належав цегельний завод, який знаходився в оренді у Гершка Дудника, на заводі працювало 8 чоловіків. С. Ф. Мерінгу належав один водяний млин в дві постави. Ферма «Забарова» при Старій Прилуці була теж його власністю. Там проживало 60 чоловіків і 45 жінок. Землі було 570 десятин.
С. Ф. Мерінгу належало село Нова Гребля. Він був розпорядником цукрового заводу, заснованого у 1899 році. На ньому працювало 375 робітників. Випуск цукру був 288628 пудів. При цукровому заводі було відкрите двокласне приходське училище.
До Старої Прилуки відносилась ферма «Бажантва», що належала міщанам Стефану Івановичу і Антону Михайловичу Воляникам. В них було 375 десятин орної землі, сінокосів більш 3 десятин, присадибної 13 десятин — всього 391 десятина, дворів було 16, 24 чоловіки, 26 жінок. Ферма орендується дворянином Леонтієм Карловичем Рогозинським, господарство веде по трипільній системі. Воляникам належала Чупринівка.
В Старій Прилуці була православна церква, церковно-приходська школа, 1 кузня, 1 слюсарна майстерня, 1 водяний млин, що належав Василю Васильовичу Зелененькому, лікарня. Пожежна майстерня (5 бочок, 6 багрів) утримувалась за рахунок селян.
В містечках проходили ярмарки і базари. Ярмарки були незначні за своїми обігами і служили місцевому населенню більше для задоволення сільськогосподарських потреб, ніж будь-яких промислових операцій. Ярмарки відбувались 1 січня, 9 травня, 1, 25 жовтня, 6 грудня.
Базари в Прилуці проходять кожних 2 тижні. А на ярмарці 1856 року (1 січня) було привезено товару на 4 тисячі крб., а продано на 2,7 тис. крб.43
Головним пунктом по торгівлі хлібом, тваринами і продуктами тваринництва була Нова Прилука.
М. Стара Прилука було центром волосного управління. Утримання волосного апарату обходилось в 1112 крб., сільських посадових осіб 690 крб. 77 коп., оклад волосного старшини в рік був 150 крб., а писаря — 50 крб. в обігу 1900 р.
На початок XX ст. зростає кількість господарств (дворів), а тим часом темпи росту населення відстають і це пов'язано з подіями 1904—1905 pp. і участю Росії у світовій війні 1914—1917 pp.

### У складі УНР
На 1917 рік в населених пунктах відсутня майже одна чверть чоловіків.

### Радянський період
На підставі матеріалів перепису 1923 року в Київський губернії подається національний склад Староприлуцької волості, що приєднана до Подільської губернії по районуванню 1923 р.
В роки Голодомору вимерло кілька сімей: Дікало, Зінченків, Пилявців, Петраків, Іскрів, Захарчуків та інших. Братська могила розташована у західній частині старого кладовища. За свідченням очевидців, після закопування зібраних тіл, земля ворушилася. Уникнути ще більшої трагедії дозволило те, що тут проживало багато євреїв, які допомагали жителям села.
У селі проживала велика єврейська діаспора. У роки Другої світової війни діяло гетто, куди нацистами насильно зганялися євреї для компактного мешкання та подальших репресій.

## Населення

### Мова
Розподіл населення за рідною мовою за даними перепису 2001 року:
| Мова            | Кількість | Відсоток |
| --------------- | --------- | -------- |
| українська      | 1920      | 98.87%   |
| російська       | 21        | 1.03%    |
| інші/не вказали | 1         | 0.10%    |
| Усього          | 1942      | 100%     |

## Уродженці села
- Ваксман Зельман Абрахам — американський біохімік, нобелівський лауреат;
- Валерій Хайт — єврейський російськомовний письменник.
- Чижиков Давид Михайлович — радянський металург.

## Пам'ятки архітектури

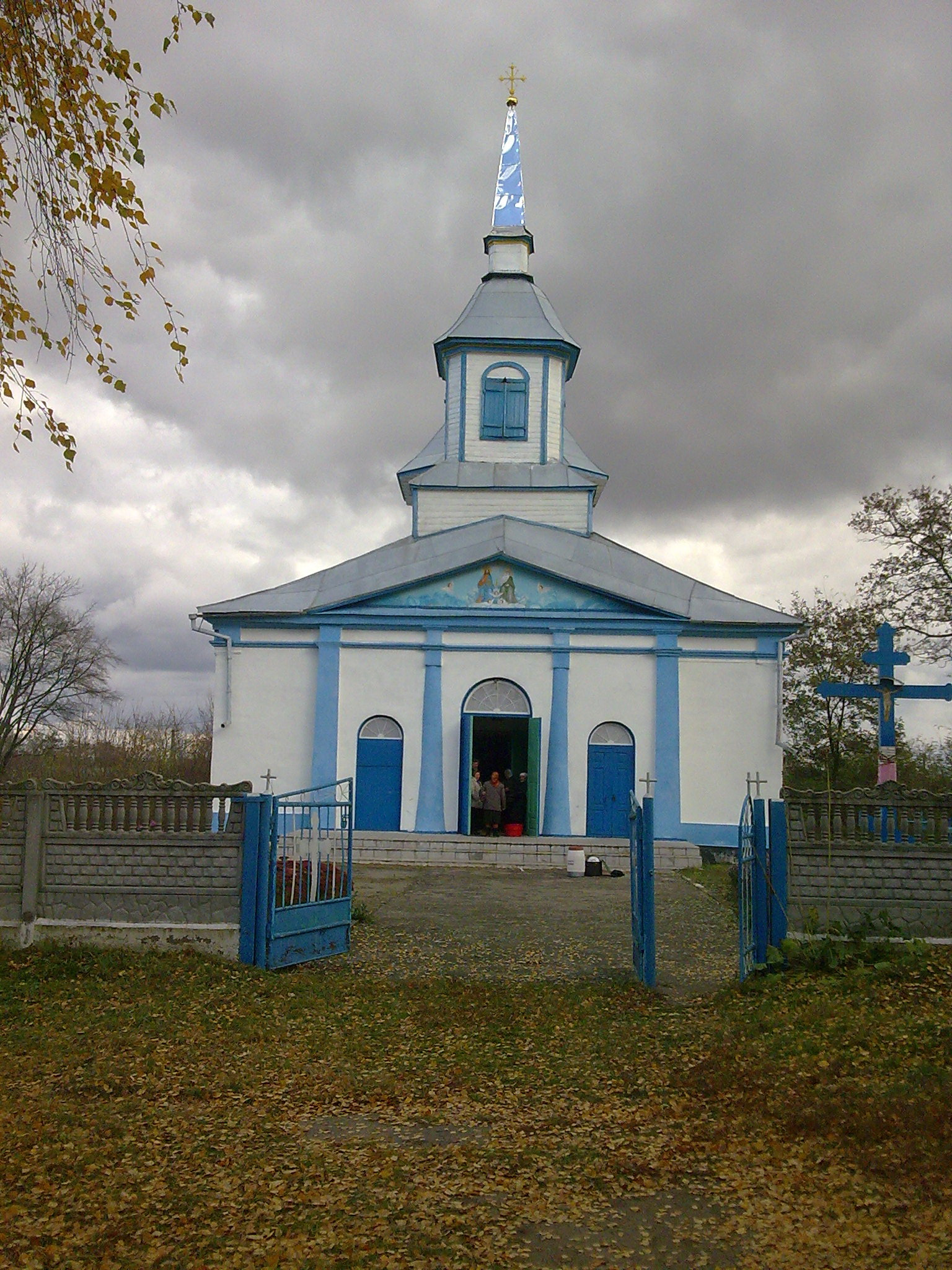

- Церква Параскеви — церква в формах класицизму, цегляна, прямокутна в плані, з гранчастою апсидою, тринавна, чотиристовпна, одноглава. Над притвором надбудована дерев'яна дзвіниця, увінчана шпилем. Центральна частина пам'ятки завершена шатровим покриттям на дерев'яному барабані. На північному і південному фасадах двохколонні лоджії, західний розчленований пілястрами і увінчаний трикутним фронтоном. В інтер'єрі висотно розкритий простір верху контрастує з пласкими перекриттями нав. На стінах — олійний живопис к. XIX ст.
- Палац Гойжевських — архітектурна споруда середини XIX століття.

## Новоприлуцька школа
У селі діє школа Комунальний заклад "Новоприлуцький заклад загальної середньої освіти І-ІІ ступенів Турбівської селищної ради Вінницького району Вінницької області", в якій навчається 111 учнів з кількістю персоналу 25 чоловік. Це дев`ятирічна школа із спроможністю закладу 225 учнів.  На початку ХХ століття даному приміщенні діяла єврейська школа (хедер), у якій навчався Зельман Ваксман.  
Також працював шкільним вчителем український художник Панчук Федір Васильович.

## Галерея

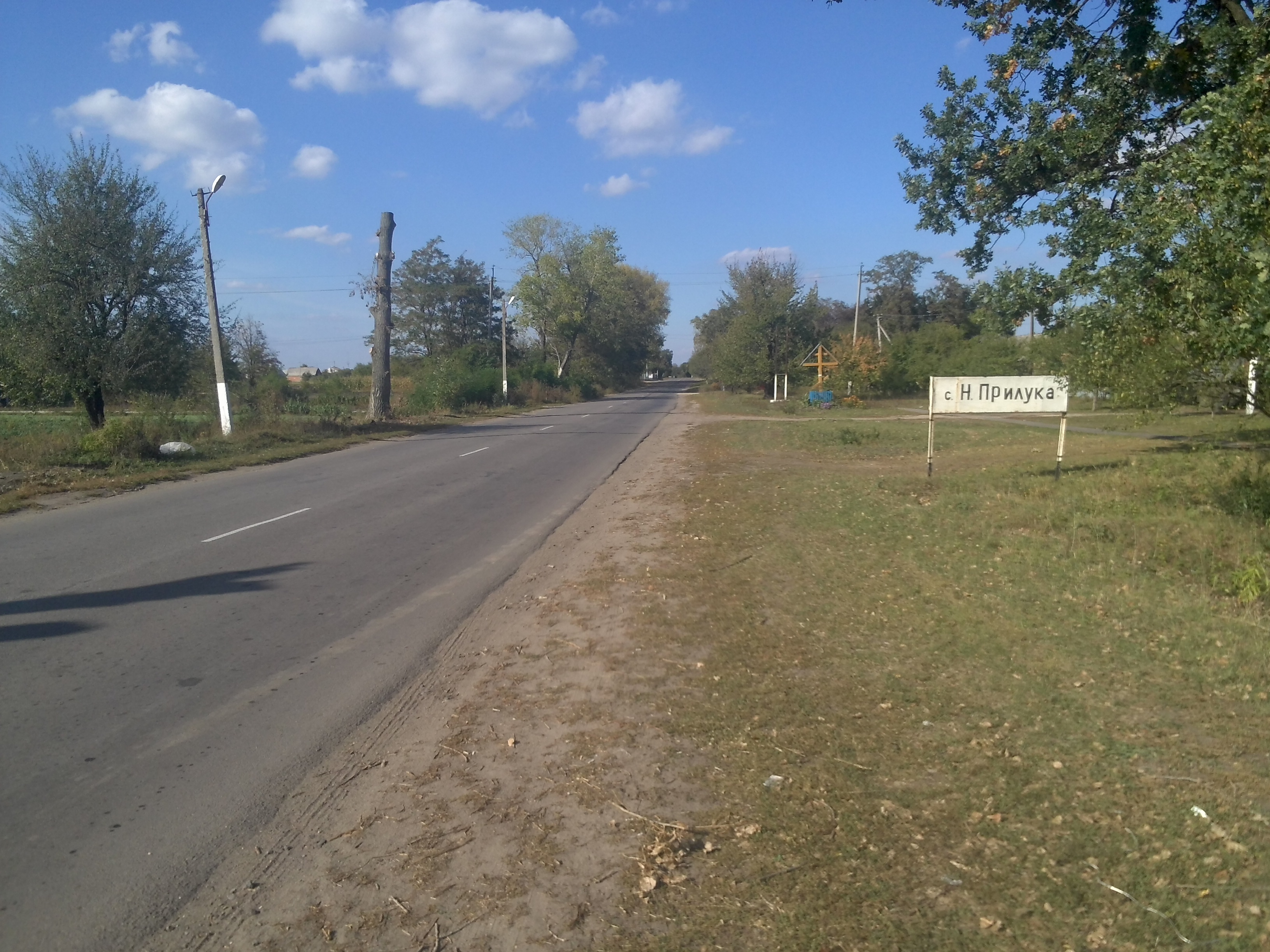
В'їзд до села зі сторони Турбова
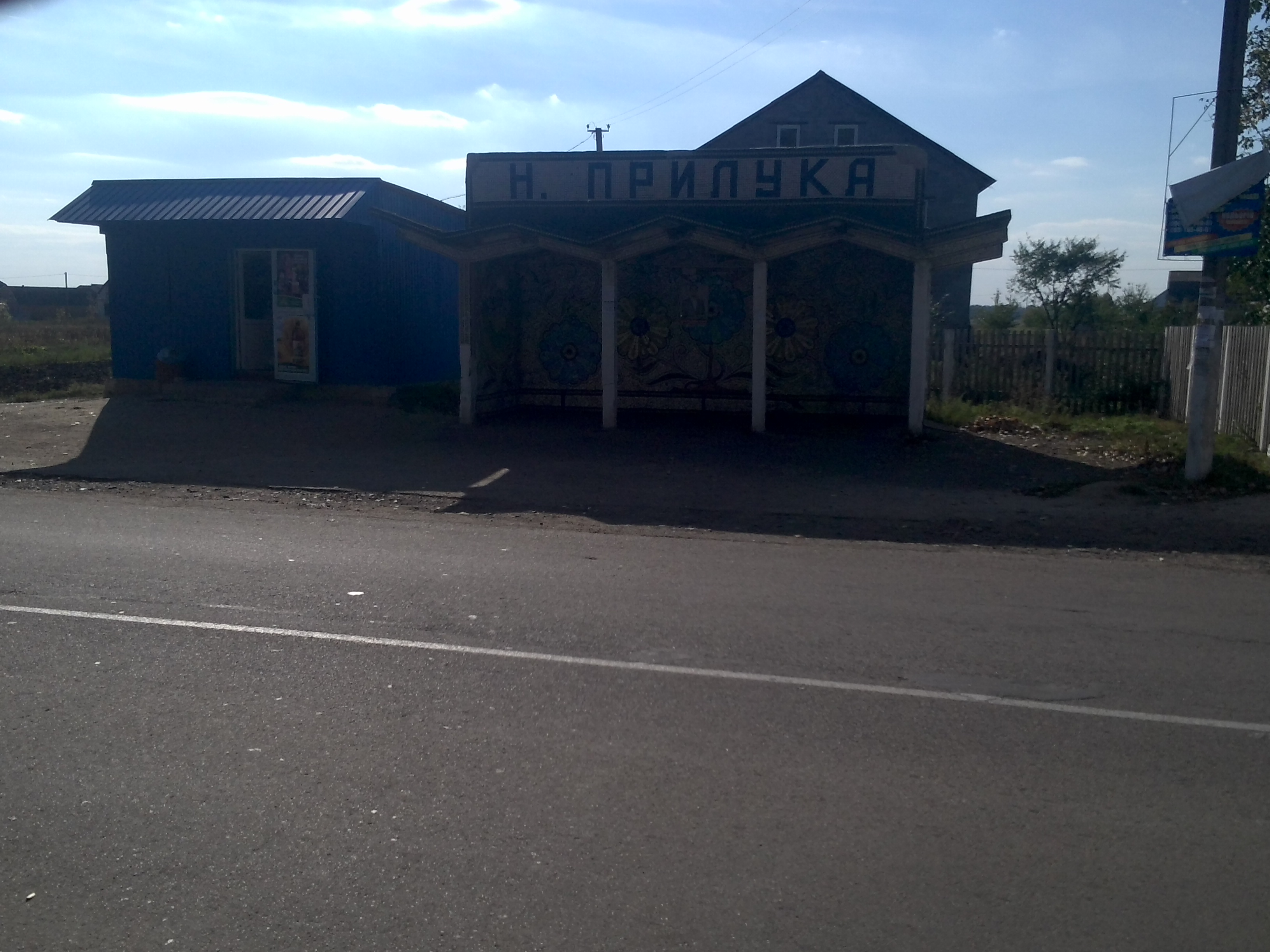
Автобусна зупинка навпроти лікарні
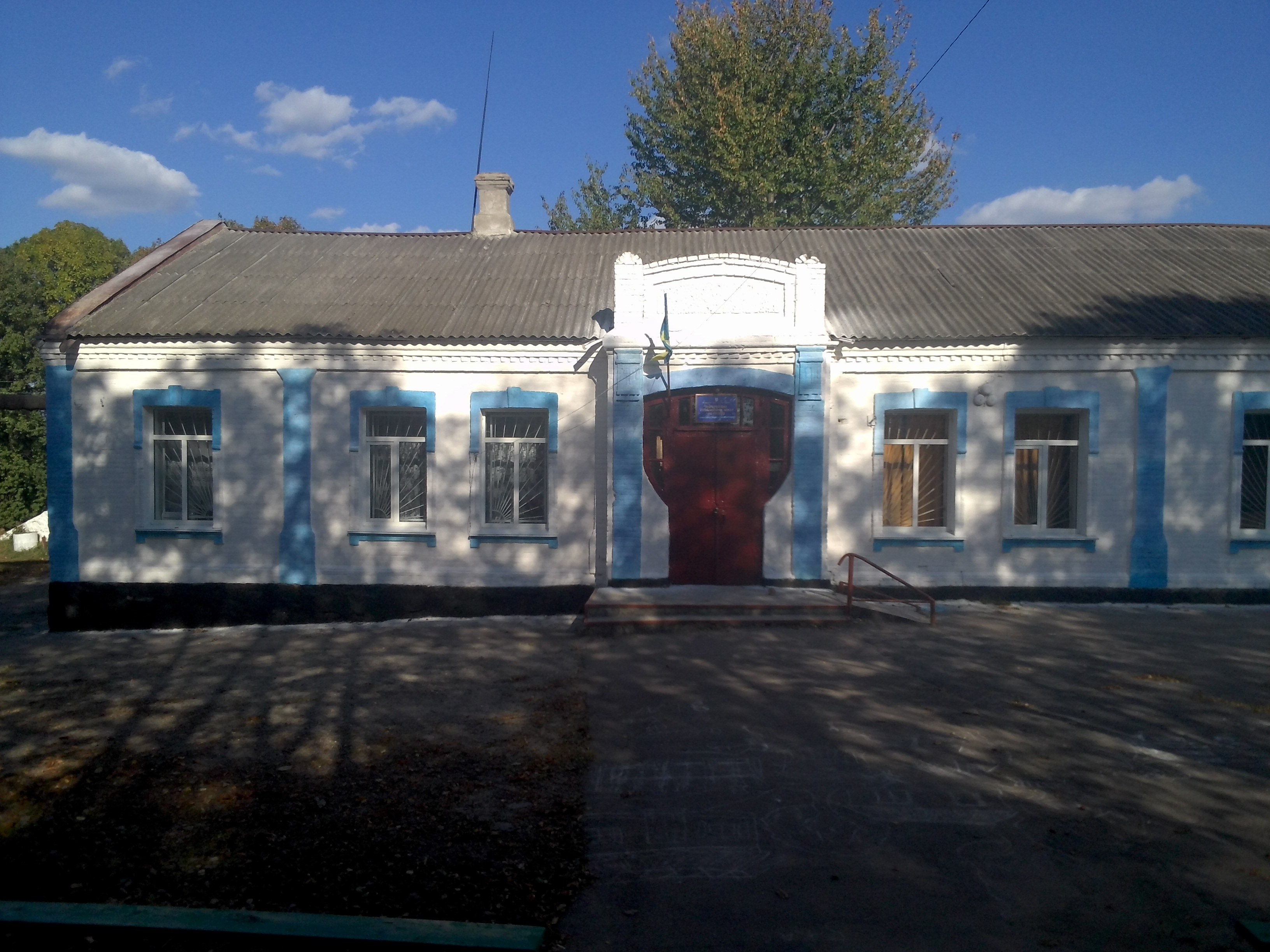
Новоприлуцька школа (раніше тут був хедер - єврейська школа)
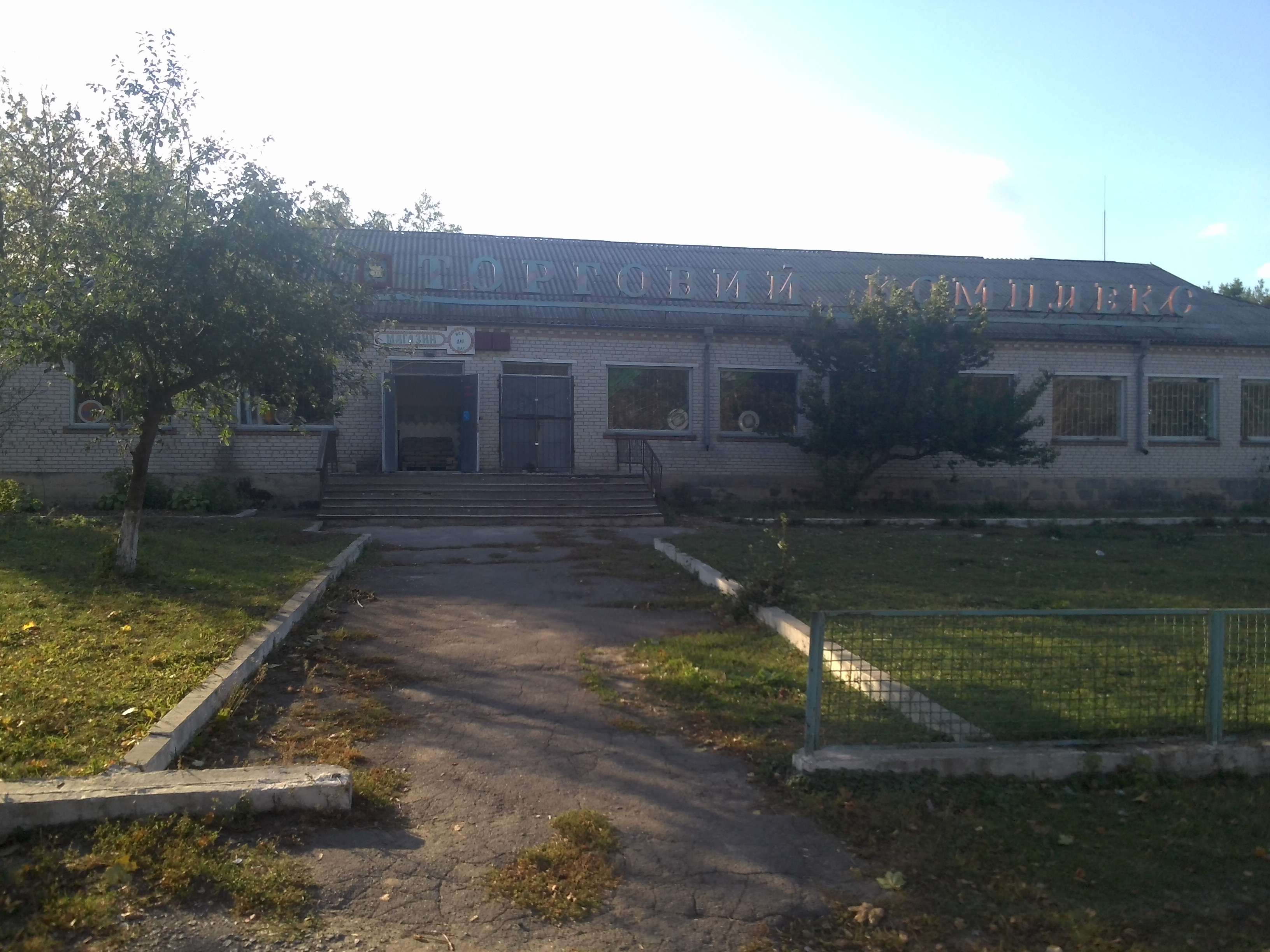
Торговельний комплекс, побудований за радянських часів
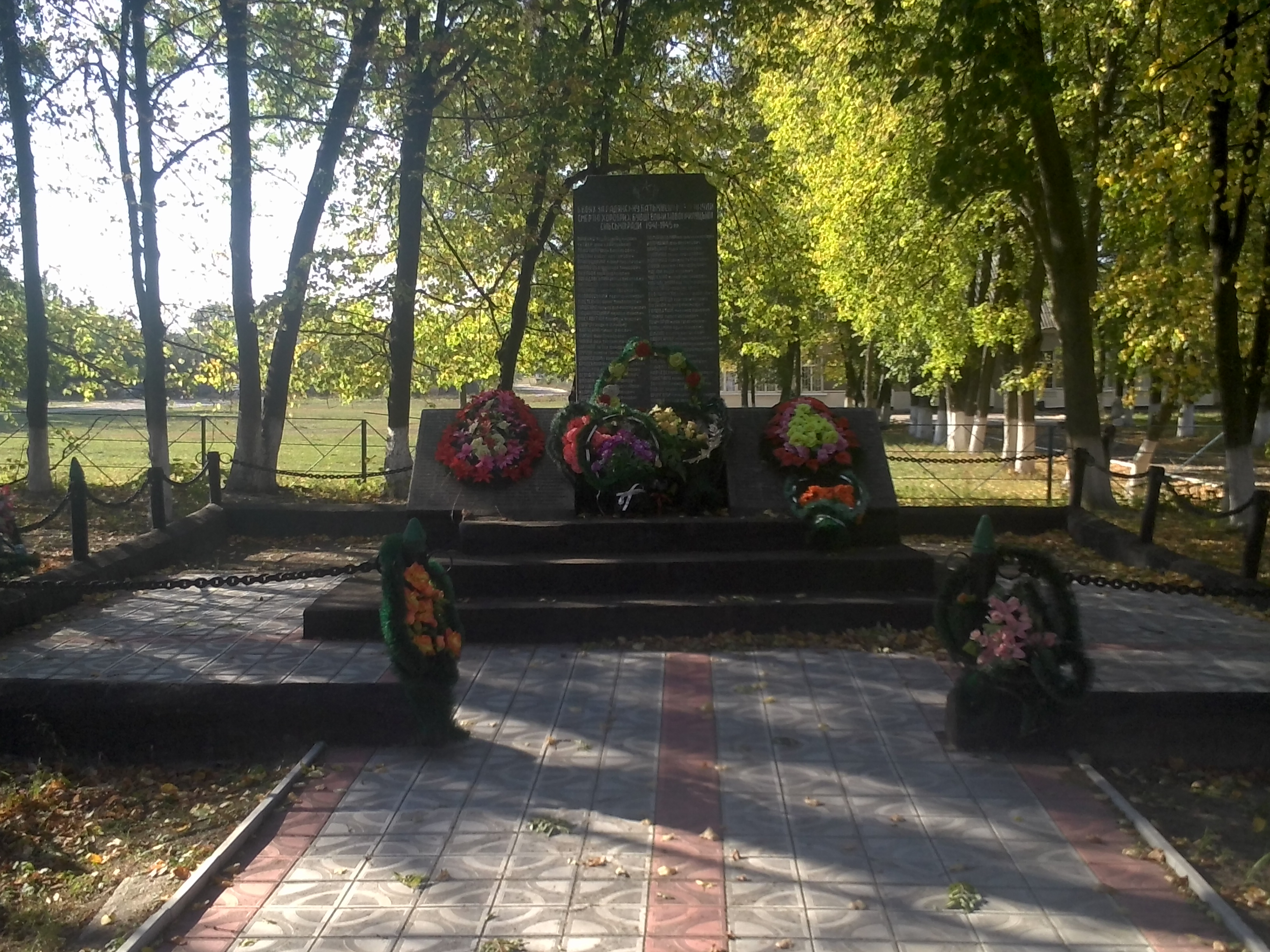
Братська могила і пам'ятник воїнам-односельчанам
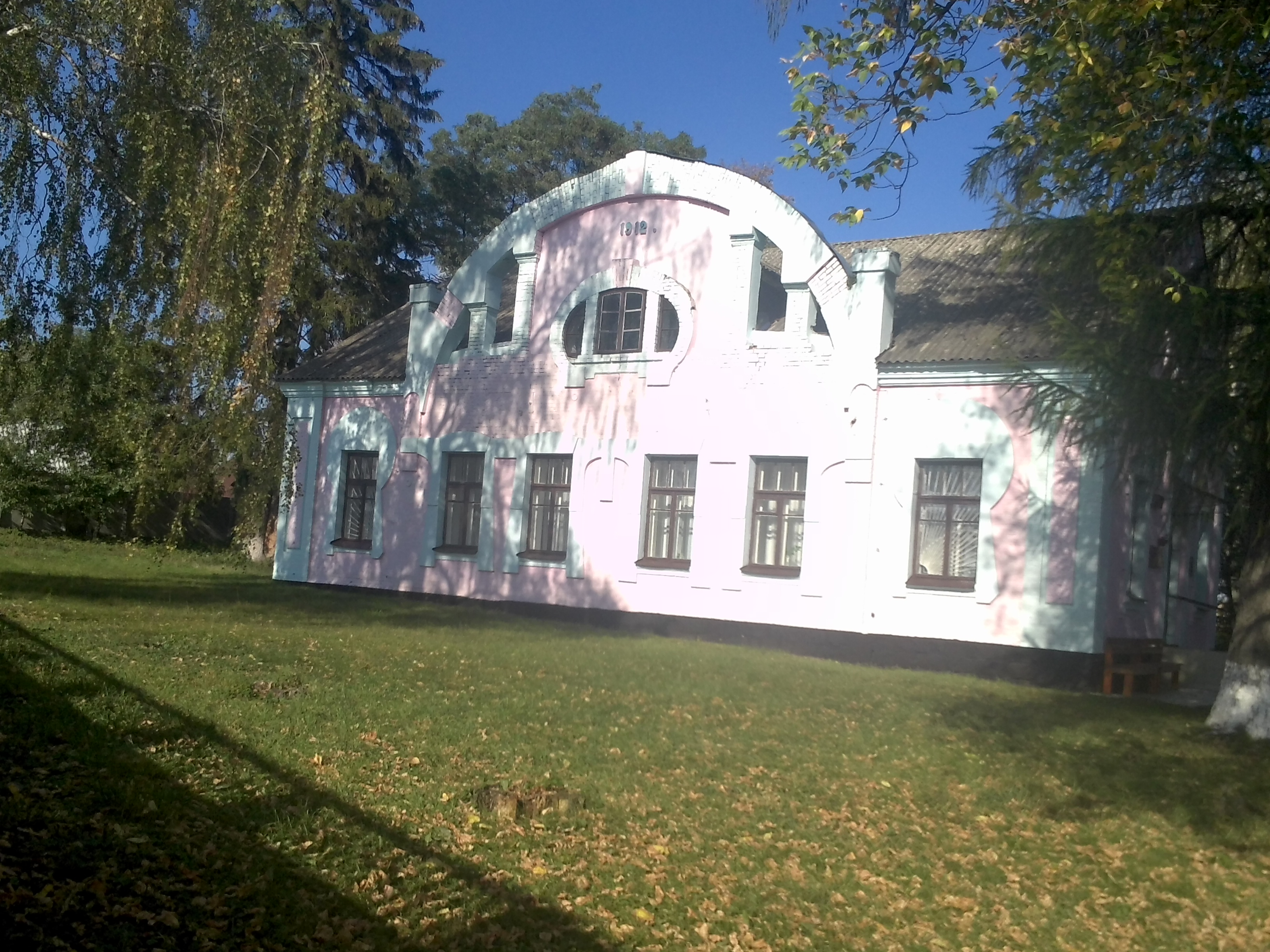
Одна з будівель Турбівської міської лікарні (комплекс земської лікарні)
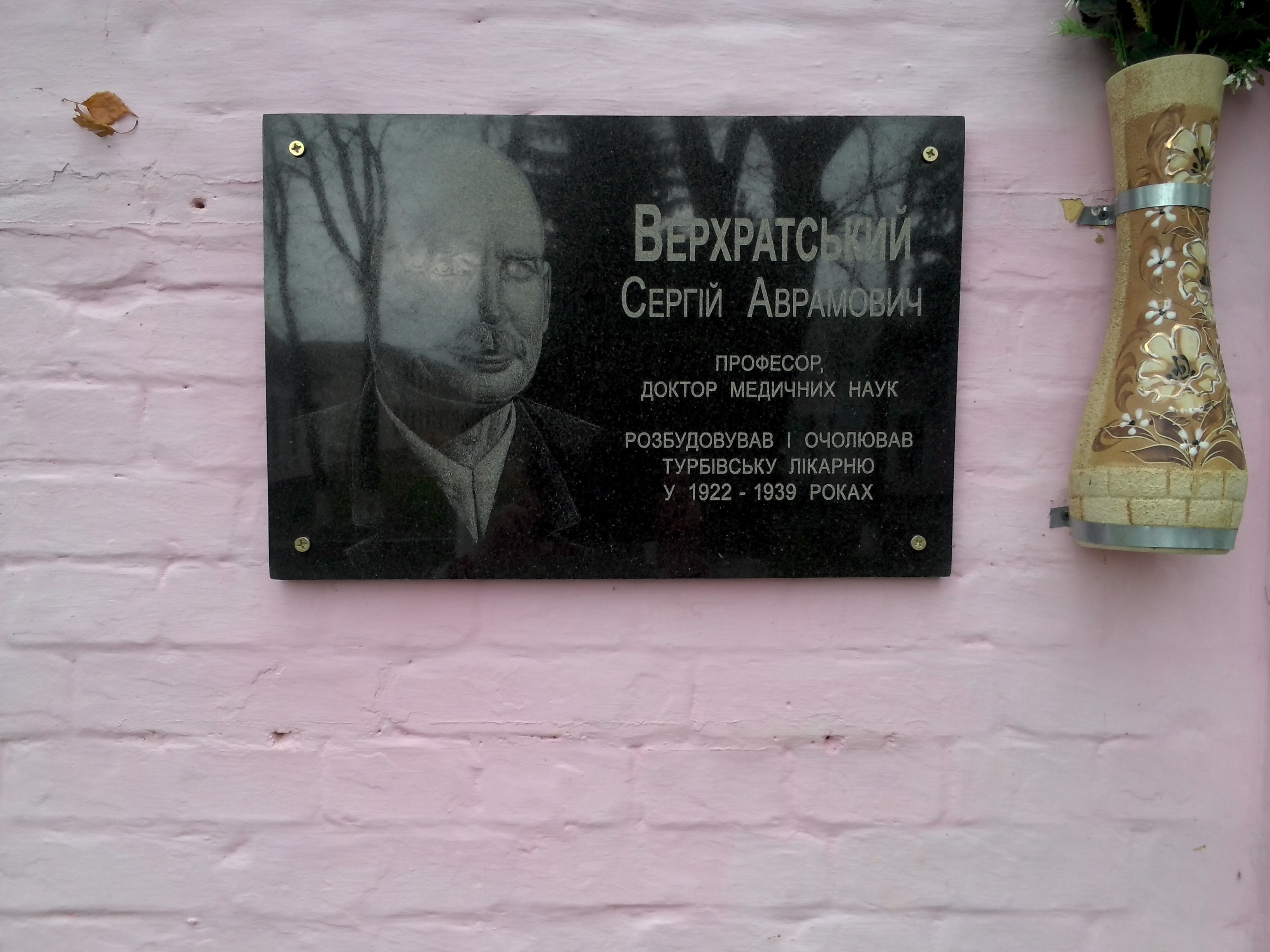
Пам'ятна дошка С.А. Верхратському на будівлі Турбівської міської лікарні
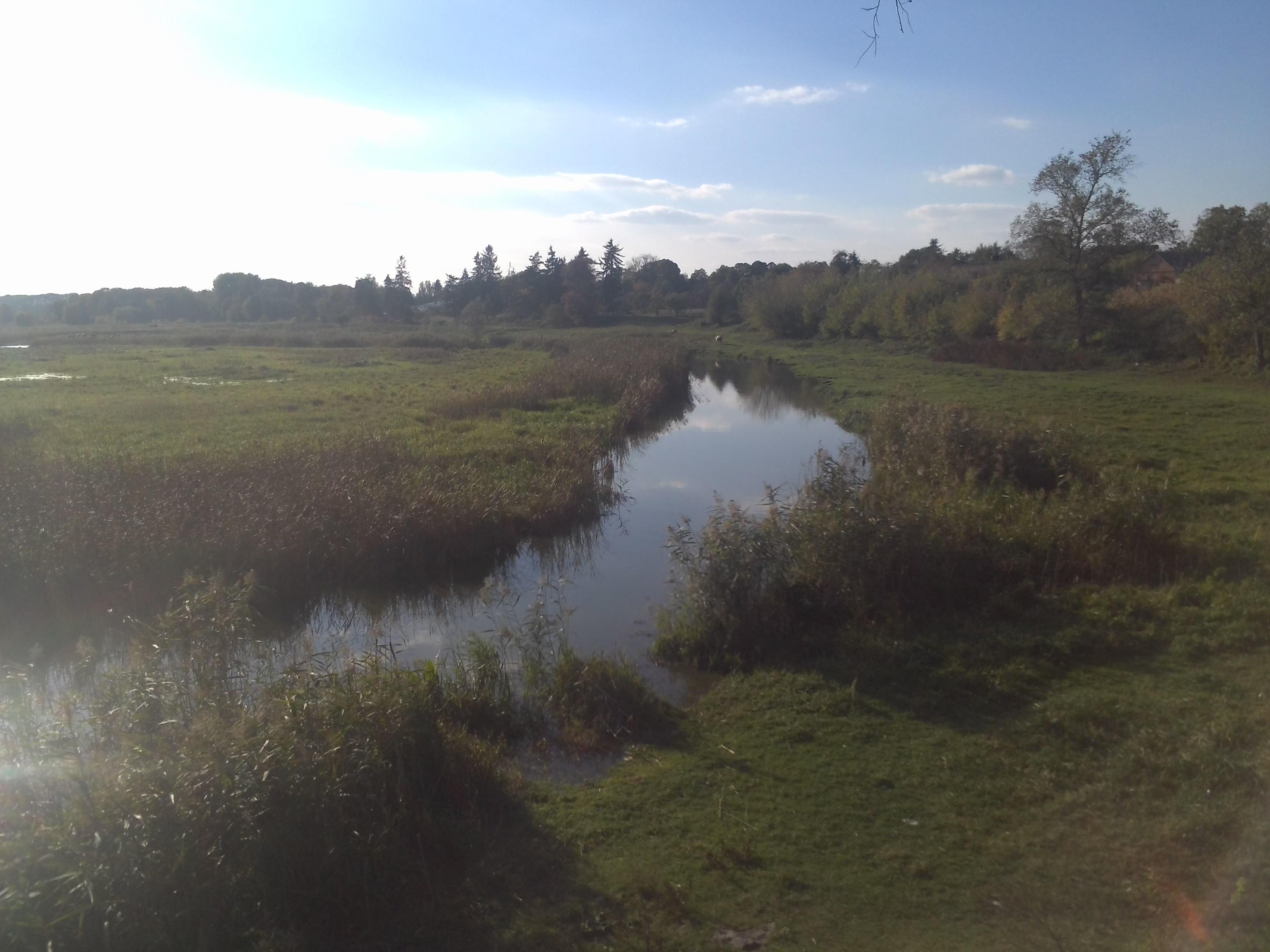
Річка Десна між Старою та Новою Прилукою
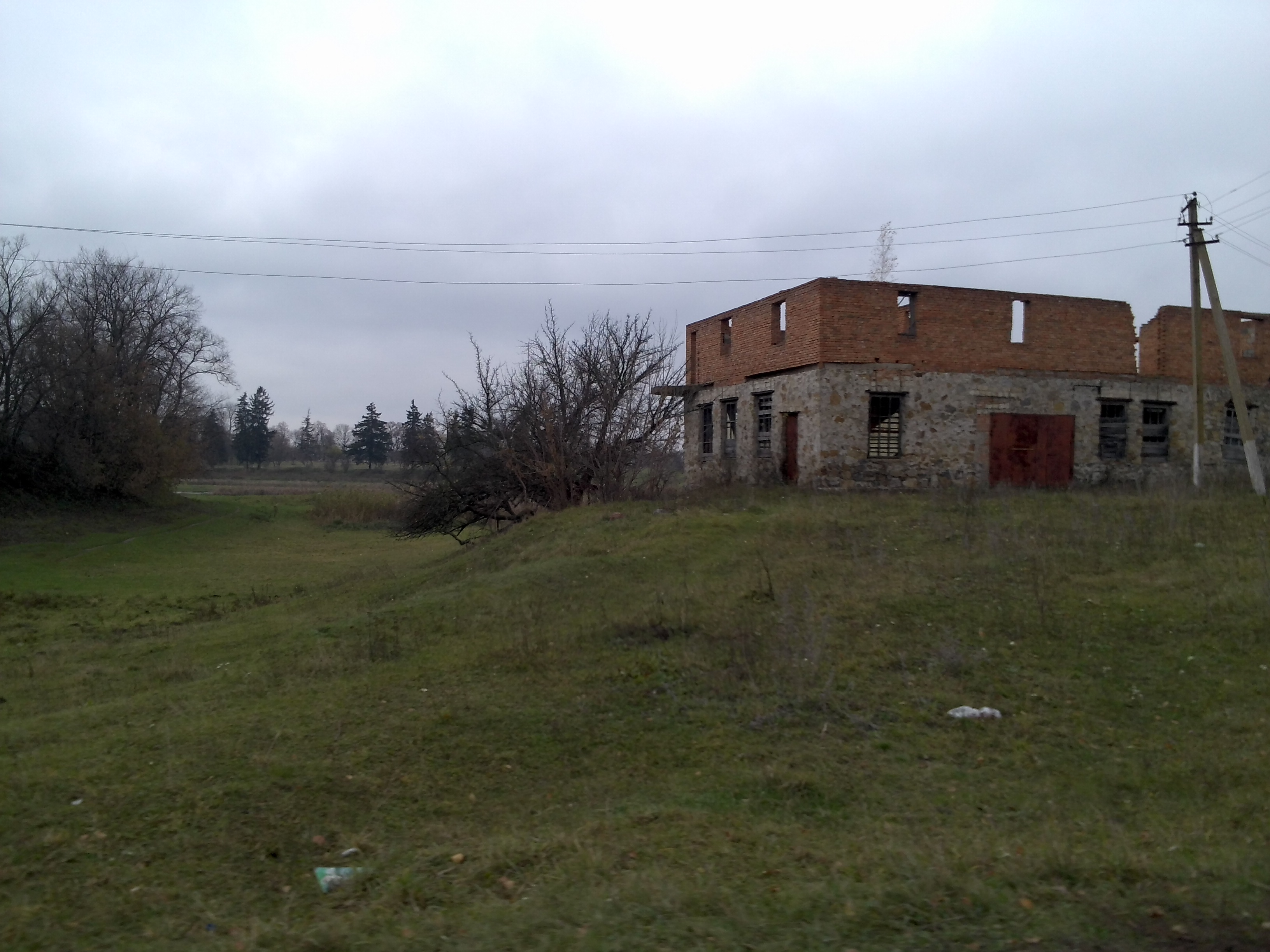
Старий млин
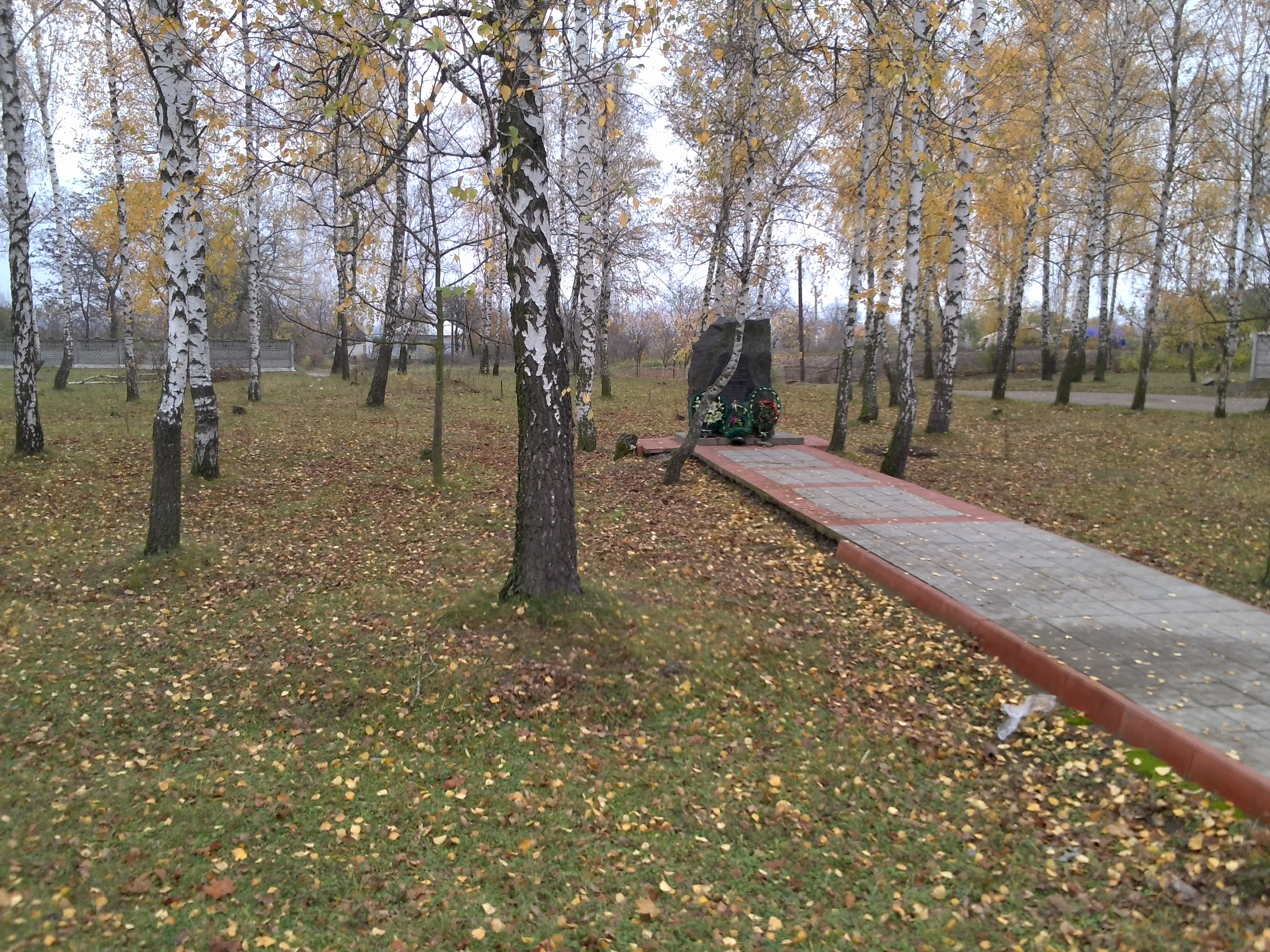
Монумент у парку на честь відомого уродженця села Зельмана Ваксмана
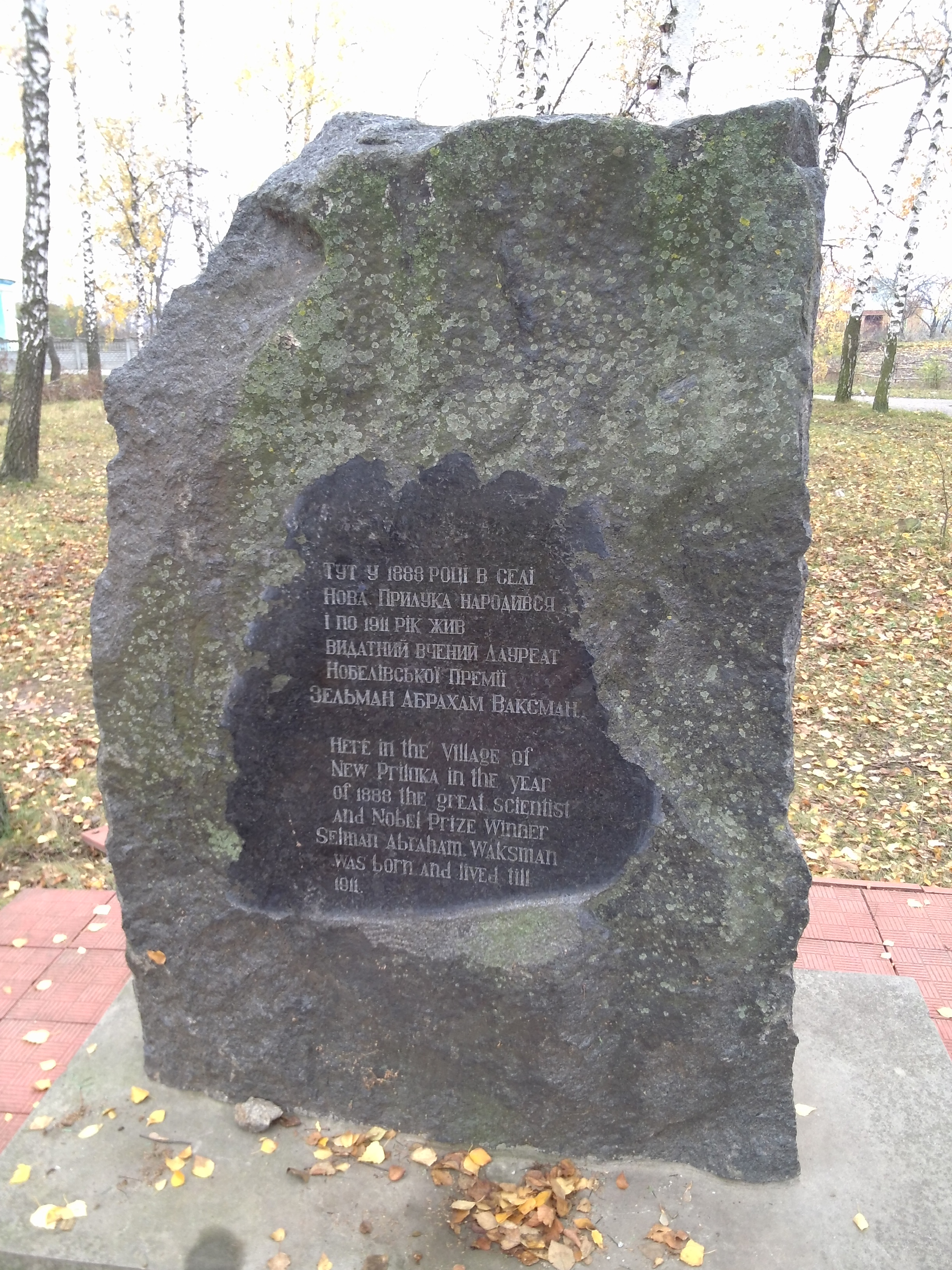
Монумент на честь уродженця села — Нобелівського лауреата Зельмана Ваксмана

.